# Hugh David Politzer
Hugh David Politzer, ameriški fizik, * 31. avgust 1949.
Leta 2004 je bil soprejemnik Nobelove nagrade za fiziko.
1. 1 2  Encyclopædia Britannica
2. ↑  Brockhaus Enzyklopädie
3. ↑  Munzinger Personen
4. ↑  Array of Contemporary American Physicists — Ameriški inštitut za fiziko.
5. ↑  http://www.debate.org/reference/california-institute-of-technology
6. ↑  http://www.intelius.com/people/Shirley-Politzer/0639n7q9mj6